# Chapelle des Pères Blancs de Bry-sur-Marne
Pour les articles homonymes, voir Église Notre-Dame.
La Chapelle des Pères Blancs est une chapelle située dans la commune de Bry-sur-Marne, au 4 rue du Bois des Chênes. Elle est construite en lien avec la maison de retraite des Pères blancs, créée en 1969.
Elle est rattachée à la paroisse Saint-Gervais-Saint-Protais.